# Pragmática conversacional
La pragmática conversacional es una teoría pragmática lingüística propuesta en 1975 por el filósofo inglés Paul Grice con intención descriptiva, aunque fuera formulada de manera prescriptiva. La pragmática conversacional se basa en la premisa de que el principio básico que rige la comunicación humana es el de cooperación: si dos o más personas establecen una interacción verbal, oyentes y hablantes cooperarán para entenderse y ser entendidos. 

## Máximas de Grice
El principio de cooperación entre hablantes de Grice se fundamenta en cuatro máximas: calidad, cantidad, relevancia y modalidad.

### 1. Máxima de calidad
Esta máxima o principio se refiere a que el emisor se ciña a la verdad, es decir, a explicar hechos que tiene por ciertos, y puede descomponerse en las siguientes restricciones:
- No digas aquello que crees que es falso.
- No digas aquello para lo que no tienes pruebas adecuadas.

### 2. Máxima de cantidad
Esta máxima o principio se refiere a la cantidad de la información:
- Haz tu contribución tan informativa como se requiera para los propósitos del intercambio informativo.
- No hagas tu contribución más informativa de lo necesario.

### 3. Máxima de relevancia
Esta máxima tiene que ver con el grado de conexión o relevancia de las informaciones nuevas respecto a las anteriores:
- Di cosas relevantes.

### 4. Máxima de modalidad
Esta máxima tiene que ver con la elección de las palabras o el modo en que se expresan las ideas:
- Evita las expresiones oscuras o complicadas.
- Evita la ambigüedad.
- Sé breve.
- Sé ordenado.

## Explicación
Se ha señalado que estas máximas tienen más sentido como descripción de las asunciones básicas de los receptores sobre lo que los emisores están haciendo, más que como prescripciones de lo que debe hacerse para ser comunicativo. Eso explica por qué muchas veces, cuando un emisor es excesivamente prolijo o irrelevante, el hablante presta atención a esa información como si fuera relevante y trata de integrarla con el resto. El filósofo Kent Bach describe esto como:

Antes de nada tenemos que tener claro el carácter de las máximas de Grice. No son generalizaciones sociológicas sobre el habla, ni tampoco prescripciones o proscripciones morales sobre qué decir o comunicar. Aunque Grice las presentó como guías para conseguir una comunicación satisfactoria, creo que sería mejor tomarlas como suposiciones sobre los enunciados, suposiciones en las que nosotros, en cuanto oyentes, confiamos y que, en cuanto hablantes, explotamos.

Si el significado visible o superficial de una oración no parece consistente con las máximas de Grice y todo nos conduce a pensar que el hablante no está atendiendo al principio de cooperación, entonces tendemos a buscar otros significados, implicaturas, presunciones o interpretaciones alternativas.

## Ignorar las máximas
Grice sabía que no era posible para todos los hablantes seguir estas máximas en cada contribución. Grice apreció que estas reglas son «ignoradas» o «quebrantadas», intencionadamente o no, por los hablantes. Cuando las máximas se ignoran de forma intencionada, aparecen las implicaturas, descritas en la teoría de la relevancia por Deirdre Wilson y Dan Sperber. Una implicatura es un significado distinto al de la contribución, una reinterpretación en la que cuenta por qué esta no tiene sentido a primera vista. El sarcasmo y la ironía serían ejemplos de implicaciones derivadas de ignorar deliberadamente las máximas.

## Críticas
El lingüista británico Larry Trask menciona el hecho de que en ciertas culturas no parecen respetarse todas las máximas de Grice. En concreto alude al caso de ciertas comunidades de Madagascar donde los hablantes tienden a emitir enunciados poco informativos, violando aparentemente la máxima de Grice. El propio Trask aduce un argumento materialista para explicar dicha conducta relacionándola con las condiciones de vida en tales comunidades.
El principio de cooperación de Grice también ha sido criticado por su tipo de formulación: a pesar de su intención final descriptiva, su enunciación formal puede inducir a interpretarla erróneamente como prescriptiva. En resumen, puede parecer una guía de protocolo conversacional en lugar de una descripción de principios racionales que los hablantes suelen emplear para facilitar la comunicación. El lingüista Geoffrey Leech creó algo parecido a una guía de protocolo comunicativo enumerando las máximas de cortesía: tacto, generosidad, aprobación, modestia, acuerdo y empatía.